# Codificación (derecho)
En Derecho, la codificación es el proceso de recopilación y reformulación sistemática de legislación (textos normativos, leyes o normas jurídicas) de una jurisdicción en ámbitos concretos, normalmente por materias, para formar un cuerpo jurídico único, es decir, un código. El objetivo es regular de manera concluyente el ámbito jurídico en cuestión, en principio con exclusión de otras fuentes de Derecho. El principio de exhaustividad también exige una estructura estructurada y un conjunto coherente de términos. El término fue acuñado por el jurista y reformador social inglés Jeremy Bentham.
La codificación es una de las características de las jurisdicciones de derecho continental, pero la codificación no es en absoluto la característica definitoria de un sistema de Derecho continental. En los sistemas de derecho anglosajón, como el inglés, la codificación es el proceso de convertir y consolidar el derecho elaborado por los jueces o las leyes no codificadas promulgadas por el poder legislativo en derecho estatutario.

## Antecedentes

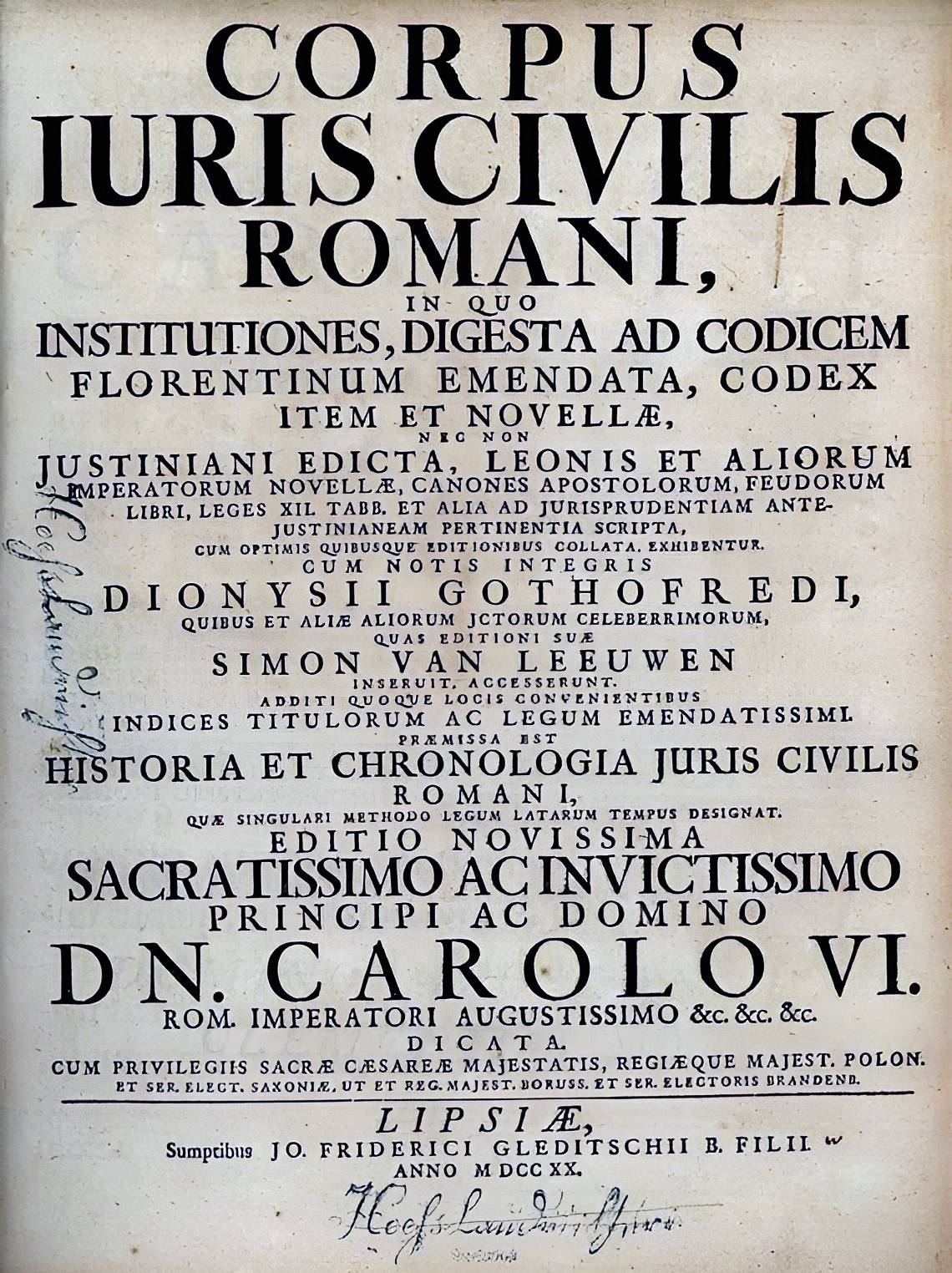
CORPUS IURIS CIVILIS ROMANI. Gothofredus, 1583.

El antecedente más antiguo conocido de un cuerpo legal es el Código de Hammurabi, dictado por el rey amorreo de ese nombre alrededor del 1760 a. C., aunque se conocen antecedentes incompletos desde el siglo XXI a. C.. No obstante, estos antecedentes no fueron seguidos por las civilizaciones posteriores, e incluso el derecho romano tardó muchos siglos en intentar el ordenamiento racional de las leyes y su compilación.
La primera recopilación o compilación jurídica de importancia fue realizada por los romanos (códigos gregoriano, hermogeniano y teodosiano) que culminaron con la obra de Justiniano, obra del jurisconsulto Triboniano e impulsada por el emperador bizantino. Por decisión del emperador fue sancionado el Corpus Juris Civilis, conformado por el Digesto, las Institutas, el Código y las Novelas. El Digesto contenía la doctrina de figuras célebres como Papiniano, Paulo, Ulpiano, Gayo, Modestino y Celso. Las Institutas contenían las fórmulas de Derecho elementales, y aunque hasta ese momento tenían vigencia legal, estaban especialmente dedicadas a los estudiantes de Derecho. Finalmente se encontraban el Código, que condensaba las constituciones de los emperadores anteriores a Justiniano que conservaban un interés actual, y las Novelas, que agrupaban las constituciones de Justiniano.
Mientras que en el Imperio romano de Oriente se utilizaba la compilación justinianea, en occidente debido a la caída del imperio los diferentes pueblos germánicos utilizaban una legislación que si bien se encontraban inspiradas en el Derecho romano, se encontraban imbuidas con principios ancestrales de esos pueblos.
Al comienzo de la dominación de los visigodos, España mantuvo una legislación dividida: se aplicaba la legislación romana a los hispanorromanos y a los visigodos las leyes bárbaras. Pero con el correr del tiempo resultó necesario adoptar una legislación unificada, proceso que se cumplió con el Código de Eurico, el Breviario de Alarico (Lex Romana Visigothorum), el Código de Leovigildo y el Código de Recesvinto (Liber Iudiciurum o Lex Visigothorum).
Durante la Baja Edad Media surgió un movimiento codificador que culminó con la legislación de Alfonso X: el Fuero Viejo de Castilla en 1212, el Fuero Real en 1254 y las Siete Partidas en 1265.

## Movimiento codificador
El movimiento codificador moderno surgió en el mundo en el siglo XIX. Pero este movimiento tuvo algunos antecedentes, en recopilaciones o cuerpos legales lo fueron las Leyes de Manu (que datan del siglo XIII a. C.) o las reglas del Deuteronomio (contenido en la Torá judía).
A partir del siglo XIX, todos los países de Europa e Iberoamérica, y varios de África, Asia y Oceanía comenzaron a aprobar códigos civiles. No obstante, la primera ley que utilizó esta denominación fue el Codex Maximilianeus Bavaricus Civilis de 1756 (de Baviera); le siguió, en 1792, un cuerpo legal que incluía Derecho civil, penal y político, el Allgemeines Landrecht für die Preussischen Staaten (de Federico II de Prusia), y
que ejerció una fuerte influencia en la legislación posterior. De todas maneras, ambos aún no satisfacían los cánones del movimiento codificador moderno del Derecho.
El código que de manera sobresaliente recogió los requisitos que, a partir de la Ilustración, fueron estableciéndose sobre la forma de un cuerpo legislativo moderno, fue el Code Civil que promulgó Napoleón en 1804. Este resultó ser el modelo que, por imitación o imposición, se expandió por los países europeos y americanos.
Existieron tres factores fundamentales que determinaron el desarrollo de la codificación francesa.
- El primero fue la necesidad de ordenar la legislación, ya que la diversidad no favorecía la autoridad de un poder central. Las provincias al norte de París se atenían a las costumbres germánicas, mientras que en las del sur reinaba el Derecho romano a través de la glosa del Corpus Iuris Civilis.
- En segundo lugar el impulso de la Revolución francesa, deseoso de arrasar con la legislación anterior.
- En tercer lugar, la filosofía enciclopedista y el pensamiento jurídico racionalista, que concebía el Derecho como un producto de la razón humana, que se concretaba en la ley. De esta forma, se creía que el surgimiento de un código remediaría para siempre el desorden que existía en el Derecho.